# Hanswilly Bernartz
Hans-Wilhelm Maria Bernartz (auch Hans Willy Bernartz, Hanswilly Bernartz oder HwB; * 1. Januar 1912 in Düren; † 11. Februar 1989 in Köln) war ein deutscher Rechtsanwalt und Marinesammler.

## Biografie

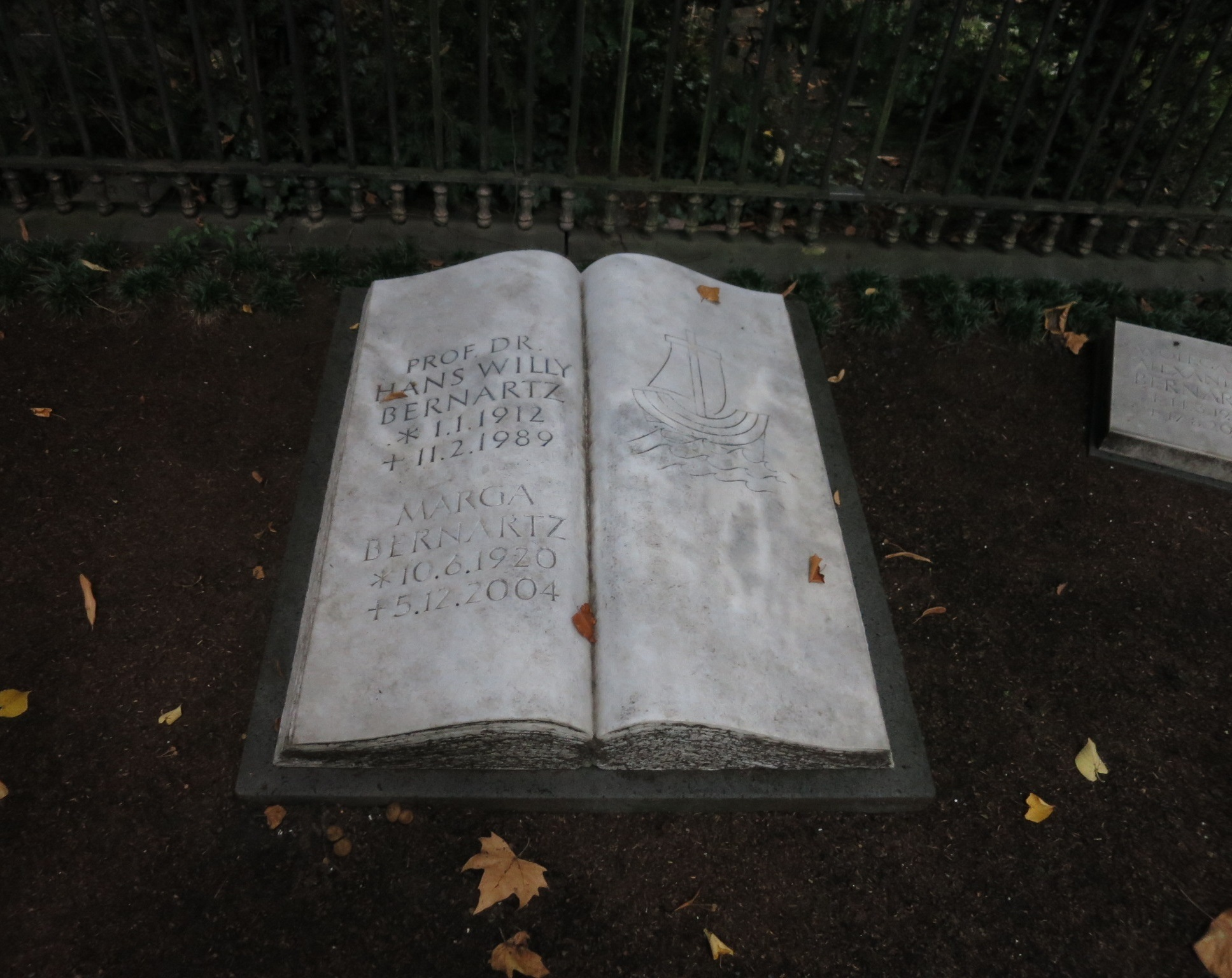
Grab auf dem Melaten-Friedhof

Bernartz studierte ab 1933 an der Albert-Ludwigs-Universität Freiburg und wurde 1938 an der Universität zu Köln zum Dr. iur. promoviert. Als Student war er Mitglied des Nationalsozialistischen Deutschen Studentenbundes (NSDStB) der Universität Freiburg. Er organisierte die Freiburger Marine- und Kolonialwoche. Am 23. Juli 1937 beantragte er die Aufnahme in die NSDAP und wurde rückwirkend zum 1. Mai desselben Jahres aufgenommen (Mitgliedsnummer 4.614.970). Er war später als Rechtsanwalt in Köln niedergelassen.
Er war einer der Mitbegründer des 1975 eröffneten Deutschen Schifffahrtsmuseums in Bremerhaven, dem er seine umfangreiche Privatsammlung mit Schiffsmodellen, Grafiken und Gemälden als Grundstock zur Verfügung stellte. Er war außerdem Vizepräsident der Deutschen Gesellschaft für Schiffahrts- und Marinegeschichte (DGSM). Er trat als Marinemaler und Zeichner hervor. Er war Mitglied des Gesellschafterausschusses der Eau de Cologne und Parf.-Fabrik von Ferd. Mühlens.
Sein Grab befindet sich auf dem Kölner Melaten-Friedhof (Lit. D).

## Ehrungen
- 1978: Verdienstorden der Bundesrepublik Deutschland, Verdienstkreuz 1. Klasse[3]
- 1984: Großes Verdienstkreuz der Bundesrepublik Deutschland

## Schriften
- Berühmte Schiffe, Koehlers Verlagsgesellschaft, Herford, 1973.
- Gedanken zu einer maritimen Sammlung. Schiff und Zeit 1 (1973), S. 37–40.
- Marinemaler: Aus der Bernartz-Sammlung des Deutschen Schiffahrtsmuseums Bremerhaven. Koehlers Verlagsgesellschaft, Herford, 1977.
- Gedanken zum Buch von Bodo Herzog »Claus Bergen. Sein Leben und sein Werk«. Schiff und Zeit 29 (1989), S. 37–43.
- Die Toten der Bismarck. Deutsches Schiffahrtsarchiv 12 (1989), S. 125–132.